# Franz Engstler
Franz Engstler (* 25. Juli 1961 in Kempten (Allgäu)) ist ein deutscher Automobilrennfahrer und Teamchef von Engstler Motorsport. Er fuhr ab 2007 in der Tourenwagen-Weltmeisterschaft (WTCC) an.
Er ist von Beruf Automobilkaufmann und betrieb ein Alfa-Romeo-Autohaus.

## Karriere

### Anfänge im Motorsport
Franz Engstler begann seine Motorsportkarriere 1982 bei Bergrennen und wurde 1983 Vizemeister der Europa-Bergmeisterschaft. In den folgenden beiden Jahren gewann er den Deutschen Langstrecken-Cup. Ab 1988 startete Engstler in der Deutschen Formel-3-Meisterschaft und fuhr dort in der Klasse B. Nach der Vizemeisterschaft im ersten Jahr gelang ihm 1989 der Meistertitel der Klasse B. Ein Jahr darauf wurde er Vierter.

### 1989–1999: DTM und STW
Bereits 1989 nahm Engstler erstmals an einem Lauf der Deutschen Tourenwagen-Meisterschaft teil. 1991 fuhr er einen Opel Omega für das Opel-Werksteam Irmscher. 1993 gewann er auf Alfa Romeo 155 die Meisterschaft der Klasse 2. Bis 1994 bestritt Engstler in der Deutschen Tourenwagen-Meisterschaft 73 Rennen und sammelte 27 Meisterschaftspunkte.
Ab 1994 fuhr Engstler im neu gegründeten Super Tourenwagen Cup, in der er bis zur Einstellung der Rennserie 1999 antrat. Anfangs startete er auf einem BMW 318i, bevor er 1996 sein eigenes Team gründete und nun einen Alfa Romeo 155 fuhr. 1998 war er auf einem Opel Vectra, der von Irmscher eingesetzt wurde, unterwegs. Im folgenden Jahr fuhr er wieder einen Alfa Romeo 155 seines eigenen Teams. Allerdings kam Engstler nie über Mittelfeldplatzierungen hinaus und konnte keine größeren Erfolge einfahren.

### 2000–2007: ADAC Procar und Asian Touring Car Championship
Ab 2000 nahm Engstler im BMW 320i an der Deutschen Tourenwagen-Challenge teil. Bereits im ersten Jahr war er bei drei Rennen siegreich und gewann am Ende der Saison die Meisterschaft. 2001 fuhr er zwischenzeitlich als Werksfahrer von Alfa Romeo ein Fahrzeug dieser Marke. 2002 war er für Schubert Motors aktiv. Er belegte den dritten Platz beim Saisonfinale, dem „Guia Race“ in Macao, und wurde Elfter in der Meisterschaft. Inzwischen wieder für sein eigenes Team fahrend, konnte Engstler diese Leistung 2003 noch steigern und wurde Zweiter in Macao. Die Deutsche Tourenwagen-Challenge schloss er auf dem dritten Meisterschaftsplatz ab. 2004 siegte er bei einem Lauf der nun „Deutsche Produktionswagen-Meisterschaft“ genannten Serie und erreichte den fünften Meisterschaftsplatz.
Anschließend wechselte Engstler in die Asian Touring Car Championship, in welcher er die Konkurrenz deutlich dominieren konnte. 2005 und 2006 gewann er beide Male die Meisterschaft und siegte bei insgesamt 21 Rennen. 2006 war Engstler auch bei den letzten acht Rennen der ehemaligen Deutschen Produktionswagen-Meisterschaft am Start, welche nun „ADAC-Procar-Serie“ hieß. Dort erreichte er vier Siege und den siebten Meisterschaftsplatz. 2007 war er der Konkurrenz deutlich überlegen und wurde erstmals seit sieben Jahren wieder Meister dieser Rennserie. Von 15 Rennen konnte er zwölf gewinnen. Außerdem debütierte er 2007 in der Tourenwagen-Weltmeisterschaft (WTCC) beim Saisonfinale in Macao.

### Seit 2008: WTCC

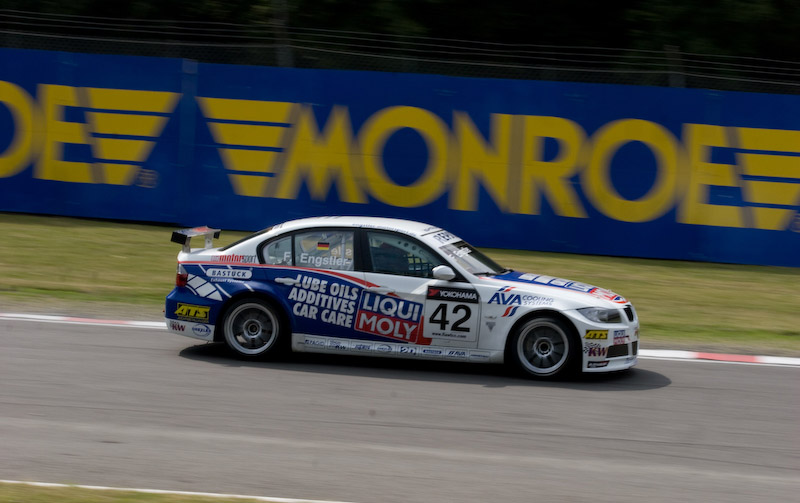
Franz Engstler in der WTCC 2008

Seit 2008 startet Engstler zu jedem Rennen in der Tourenwagen-Weltmeisterschaft. Er wechselte auch das Fahrzeug und stieg auf einen BMW 320si um. Bereits in seiner ersten Saison wurde er Vizemeister in der Privatfahrerwertung. In der Gesamtwertung belegte er den 17. Rang. Beim Saisonfinale in Macao war er bester Privatfahrer und fuhr auf den sechsten Platz, womit er sich seine ersten drei Weltmeisterschaftspunkte holte. Auch 2009 fuhr Engstler wieder in der Tourenwagen-Weltmeisterschaft. Beim zweiten Lauf in Marokko wurde er erneut bester Privatfahrer und holte sich mit dem siebten Platz zwei Weltmeisterschaftspunkte.
Einen kuriosen Zwischenfall hatte Franz Engstler beim zweiten Lauf in Frankreich. Nachdem er bereits beim ersten Lauf auf den sechsten Platz fuhr und sich damit drei Weltmeisterschaftspunkte sicherte, übernahm er beim Start des zweiten Laufes die Führung. Engstler hatte gute Chancen auf seinen ersten Rennsieg, da Überholen auf dem Circuit de Pau-Ville als sehr schwierig gilt, bis ihm das Safety Car zu Beginn der zweiten Runde in die Quere kam. Unmittelbar bevor Engstler an der Boxenausfahrt vorbeikam, verließ das von Philippe Cholet und Jean-Pierre Colas gesteuerte Safety Car unerwartet und ohne Anweisung die Boxengasse. Zudem missachtete es die Boxenausfahrtslinie, welche zur Sicherheit nicht überquert werden darf, und zog in langsamer Fahrt direkt auf die Ideallinie. Engstler hatte keine Möglichkeit den Unfall zu verhindern, da sich die Boxenausfahrt hinter einer unübersichtlichen Hochgeschwindigkeitskurve befand, und kollidierte mit dem Safety Car, wodurch er aus dem Rennen ausfiel.

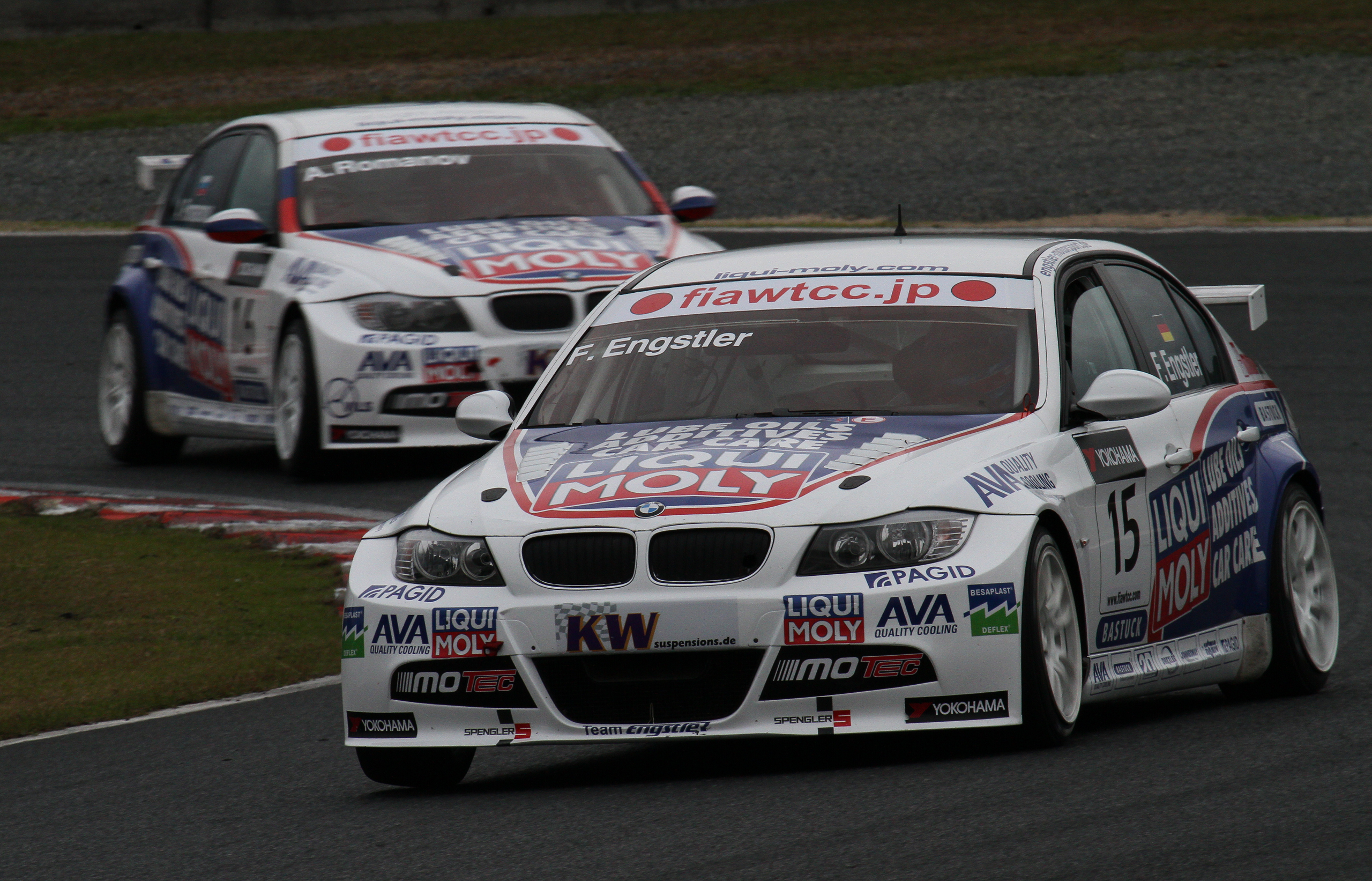
Franz Engstler in der WTCC 2010

Beim zweiten Lauf in Oschersleben erreichte Engstler mit Platz sieben wieder zwei WM-Punkte. Am Ende der Saison 2009 belegte er mit sieben Punkten Rang 16 und der Weltmeisterschaft sowie den dritten Platz in der Independents' Trophy für Privatfahrer. 2010 erlebte Engstler eine durchwachsene Saison mit einigen Rückschlägen. Erst in den letzten drei Saisonrennen fuhr er drei Mal in Folge in die Punkteränge und machte noch Boden in der Privatfahrerwertung gut. Obwohl er lediglich ein Rennen als bestplatzierter Privatfahrer beendet hatte, erreichte er somit noch Platz zwei in der Independents' Trophy. Zudem belegte er mit fünf Zählern Platz 17 in der Gesamtwertung.
Als zur Saison 2011 die neuen 1,6-Liter-Turbomotoren zugelassen wurde, wechselte auch Engstler auf den BMW 320 TC mit einem solchen Antrieb. Er fuhr regelmäßig in die Punkteränge und schaffte mit Platz drei beim zweiten Lauf im Donington Park sein bis zu diesem Zeitpunkt bestes Gesamtergebnis in der Tourenwagen-Weltmeisterschaft. Zwei Wochen später gelang ihm kurz nach seinem 50. Geburtstag bei seinem Heimrennen in Oschersleben der bisher größte Erfolg seiner Karriere: Von der Pole-Position aus in den zweiten Lauf gestartet, fiel er zunächst hinter Norbert Michelisz zurück, übernahm nach dessen Fahrfehler aber wieder die Führung. Diese behauptete er anschließend vor Alain Menu und Gabriele Tarquini und ließ diese nicht mehr herankommen. Damit erzielte Engstler nicht nur seinen ersten Gesamtsieg in der WTCC, sondern auch den ersten Sieg eines BMW 320 TC. Engstler beendete die Saison auf dem achten Rang in der Gesamtwertung und erzielte damit seine bisher beste Gesamtplatzierung. Teamintern unterlag er Kristian Poulsen, der jedoch ohne Sieg geblieben war. In der Privatfahrerwertung belegte Engstler den dritten Platz. 2012 absolviert Engstler eine weitere Saison in der WTCC. Nach dem zweiten Rennwochenende lag er mit einem fünften Platz als bestes Ergebnis auf dem neunten Platz in der Meisterschaft.

### Sonstiges
2005 und 2008 gewann Engstler den „BMW Sportpokal“.

## Statistik

### Karrierestationen
| - 1972–1975: Kartsport - 1982–1983: Bergrennsport - 1984–1985: Deutscher Langstrecken Pokal - 1988: Deutsche Formel 3 (Platz 12) - 1989: Deutsche Formel 3 (Platz 12) - 1989: DTM - 1989: Deutsche Formel 3 (Platz 17) - 1990: DTM - 1991: DTM - 1992: DTM (Platz 16) - 1994: DTM (Platz 19) - 1996: Super Tourenwagen Cup (Platz 19) - 1996: Italienische Supertourenwagen (Platz 24) | - 1997: Super Tourenwagen Cup (Platz 24) - 1998: Super Tourenwagen Cup (Platz 21) - 1999: Super Tourenwagen Cup (Platz 20) - 2000: Deutsche Tourenwagen-Challenge (Meister) - 2001: Deutsche Tourenwagen-Challenge (Platz 15) - 2002: Deutsche Tourenwagen-Challenge (Platz 11) - 2003: Deutsche Tourenwagen-Challenge (Platz 3) - 2004: DMSB-Produktionswagen-Meisterschaft (Platz 5) - 2005: Asian Touring Car Championship (Meister) - 2005: ETC-Cup (Platz 7) - 2005: Italienische Supertourenwagen (Platz 15) - 2006: Asian Touring Car Championship (Meister) - 2006: ADAC-Procar-Serie (Platz 7) | - 2006: Russische Tourenwagen-Meisterschaft (Platz 15) - 2007: ADAC-Procar-Serie (Meister) - 2007: WTCC - 2008: WTCC (Platz 17) - 2008: ETC-Cup (Platz 6) - 2008: ADAC-Procar-Serie (Platz 9) - 2009: WTCC (Platz 16) - 2009: ETC-Cup (Platz 2) - 2010: WTCC (Platz 17) - 2011: WTCC (Platz 8) - 2012: WTCC (Platz 12) |